# Automotive HMI
Automotive HMI는 자동차에서 운전자가 차량의 정보나 상태를 파악하기 위해 탑재되는 차량용 인간-기계 접속장치(Human Machine Interface)이다.

## 개념
- 자동차의 상태를 알려주는 표지 장치 - 주차제동 표지, 타이어 압력표지(TPS), 엔진오일 경고, 냉각수 경고 등
- 운전 중 주행 상태를 나타내는 계기 장치 - 속도계(Speedometer), 엔진 회전속도계(Tachometer), 방향지시등, 엔진 온도표시계 등
- 차량용 라디오, 내비게이션(Navigation) 등의 인포테인먼트(Infotainment) 장치
- Auotomotive HMI를 통한 차량 상태안내 음성지원

## 배경
- 원동기나 차량의 상태를 운전자에게 알려주는 장치
- 자동차의 상태에 따라 운전자가 차량의 기계적 위험을 사전에 감지할 수 있도록 안내
- 주행 상태를 표기하여 차량의 속도, 엔진의 상태, 연료의 양 등을 인지
- ISO 26262 표준의 등장으로 HMI가 안전과 관련되어 중요 이슈 중 하나로 떠오름

## 분류
- 계기판(Cluster)

1. 물리적, 기계적 방법으로 차량상태 표기
2. 전자제어를 통해 차량상태를 계기판(클러스터, Cluster)에 표기
3. 디지털 계기판(Digital Cluster) 등장
4. LCD, LED 디스플레이를 통한 계기판 - 그림, 효과, 3D 등의 표현
5. 차량 상태의 음성안내 기능

- 인포테인먼트(Infotainment) 시스템

1. 차량용 라디오
2. 차량용 카세트 재생장치
3. 차량용 콤팩트 디스크 재생장치(CDP)
4. 차량용 MP3 플레이어
5. 차량용 내장형 내비게이션(Navigation)

## 같이 보기
- ISO 26262
- 속도계(Speedometer)
- 클러스터(Cluster)
- 차량용 HMI 개발 솔루션:

1. Elektrobit - EB GUIDE
2. Altera - PARIS
3. Socionext - CGI Studio